# José Roberto de Oliveira
José Roberto de Oliveira (født 9. december 1980) er en tidligere brasiliansk fodboldspiller.